# Osthofen
Osthofen – miasto w Niemczech, w kraju związkowym Nadrenia-Palatynat, w powiecie Alzey-Worms, w chodzi w skład gminy związkowej Wonnegau.
Od marca 1933 roku do lipca 1934 roku w mieście istniał obóz koncentracyjny KL Osthofen.
1 lipca 2014 miasto przyłączono do gminy związkowej Westhofen, której nazwę zmieniono na Wonnegau.